# Niedersachsen-Klasse
Die Niedersachsen-Klasse, marineintern auch Fregatte 126 oder kurz F126 genannt (bis zum 1. Januar 2021 Mehrzweckkampfschiff 180, anfangs als Mittlere Überwasserkampfeinheit „MÜKE“ oder K131 bezeichnet), ist ein Rüstungsprojekt der Bundeswehr für die Deutsche Marine. Für die Beschaffung der ersten vier Schiffe sind rund 5,27 Milliarden Euro veranschlagt, was das Projekt zum größten Schiffbauprojekt in der Geschichte der Bundeswehr macht. Das erste Schiff der Klasse sollte 2028 an die Deutsche Marine übergeben werden. Im Mai 2025 wurde öffentlich bekannt, dass die Damen Shipyards Group diesen Termin nicht halten kann.
Das Typschiff soll Niedersachsen heißen (nicht wie zeitweise geplant Saarland) und die weiteren Schiffe Saarland, Bremen und Thüringen. 
Während Bremen und Niedersachsen zuletzt Namen von Fregatten der Bremen-Klasse waren, war der letzte Träger des Namens Thüringen ein Schlachtschiff der Helgoland-Klasse im Ersten Weltkrieg. 
Der Name Saarland wurde noch nie zuvor für ein deutsches Kriegsschiff verwendet. Im Juni 2024 gab der Haushaltsausschuss des 20. Deutschen Bundestages die Finanzierung der Schiffe 5 und 6 unter Auflagen frei. Die Beschaffungskosten sollen 3,1 Mrd. Euro betragen. 
Am 20. Juni 2024 löste das Bundesamt für Ausrüstung, Informationstechnik und Nutzung der Bundeswehr (BAAINBw) diese Option für zwei weitere Fregatten aus. Die Lieferung der fünften Fregatte soll (Stand Juni 2024) im Jahr 2033, die des sechsten Schiffes im Jahr 2034 erfolgen.
Die Kriegsschiffe sollen durch austauschbare Missionsmodule an unterschiedliche Einsatzarten anpassbar sein. Sie sollen in der Lage sein, Ziele in der Luft sowie über und unter Wasser zu bekämpfen sowie Landeinsätze zu führen. Die Stammbesatzung soll 114 Soldaten umfassen. Es gibt auch 80 Kojen für Zusatzpersonal.
Die Fregattenklasse 126 soll von der Damen Shipyards Group zusammen mit German Naval Yards, Blohm + Voss und Thales gebaut werden. Alle Bauarbeiten werden in Deutschland durchgeführt – in Hamburg, Kiel und Wolgast.

## Planung und Bau
Anfang 2009 wurde mit ersten Überlegungen zu einem künftigen Überwasserkampfschiff begonnen. Unterstützt durch projektunabhängige Studien wurde ein Plan „Operative Forderungen K131“ für einen Schiffstyp als Ergänzung zur Braunschweig-Klasse erstellt, der frühestens zehn Jahre später in Dienst gestellt und für ein Einsatzspektrum bis 2050 ausgerüstet sein sollte. Studien ergaben, dass die modulare Auslegung eine Schiffsgröße erfordert, die oberhalb einer korvettentypischen Größe liegt. Die Besatzungsstärke des Schiffes wurde im Bereich um 100 Personen angesetzt. Basierend auf dem modularen Ansatz wurde entschieden, für den neu zu entwickelnden Schiffstyp den Begriff Mehrzweckkampfschiff zu prägen. Mit der Umbenennung erfolgte eine Aktualisierung des Gedankenpapiers K131 zum Fähigkeitsprofil MKS 180 – Operative Forderungen. Dieses Fähigkeitsprofil gibt den Gestaltungsrahmen für die funktionalen Forderungen für das MKS 180 vor.
Die geplante Stückzahl wurde im Zuge der Neuausrichtung der Bundeswehr von zunächst acht auf sechs reduziert. Im Juni 2015 fiel die Entscheidung zur Ausschreibung der Beschaffung von vier Einheiten, die der Marine ab 2023 sukzessive zur Verfügung gestellt werden sollen. Die Kosten wurden bei etwa vier Milliarden Euro angesetzt. Drei Konsortien mit deutscher Beteiligung nahmen an der Ausschreibung teil. Nach damaliger Planung sollte der Auftrag nach der Bundestagswahl 2017 vergeben werden. Ursula von der Leyen, damals Verteidigungsministerin im Kabinett Merkel III, beschloss 2017 die raschere Beschaffung des zunächst für die Zeit nach 2030 geplanten fünften und sechsten Schiffs. Nachdem das BAAINBw im März 2018 das aus ThyssenKrupp Marine Systems und Lürssen bestehende Konsortium vom Verfahren ausgeschlossen hatte, verblieben noch eine Bietergruppe um die niederländische Damen Shipyards Group und eine um den Schiffshersteller German Naval Yards. Nachdem im Jahr 2018 der Vergabeprozess für diese größte und erstmals europaweite Ausschreibung für die Deutsche Marine begonnen hatte, musste bereits im laufenden Verfahren nachgebessert werden, weil das Schiff ein Upgrade benötigt, um gegen Cyberattacken gerüstet zu sein. Dadurch verteuerte sich die Beschaffung. Im Januar 2020 gab das Verteidigungsministerium bekannt, das MKS 180 solle unter niederländischer Federführung bei Blohm + Voss in Hamburg gebaut werden. Aus der Ausschreibung zum Bau des Schiffes sei die Damen Shipyards Group als Sieger hervorgegangen. Auch German Naval Yards in Kiel mit Thyssen-Krupp Marine Systems als Subunternehmer hatte sich um den Auftrag beworben.
Im Juni 2020 billigte der Haushaltsausschuss des Bundestages die Beschaffung von vier MKS 180 mit zwei Missionsmodulen „U-Boot-Bekämpfung“ und zwei Modulen „Gewahrsam“. Inklusive der Bewaffnung wurden hierfür rund sechs Milliarden Euro veranschlagt. Zum Vertrag gehört auch eine unverbindliche Option auf zwei weitere Einheiten. Diese Option sollte nach der Einsetzung des Sondervermögens Bundeswehr nach dem russischen Überfall auf die Ukraine 2022 zunächst tatsächlich eingelöst werden. Ende Oktober 2022 wurde dieses Vorhaben aber aus dem Sondervermögen herausgelöst. Das Verteidigungsministerium brachte Ende Mai 2024 eine Haushaltsvorlage in den 20. Bundestag ein, nach der die zwei optionalen Fregatten für rund 3,1 Mrd. Euro beschafft werden sollen.
Der Bau begann am 5. Dezember 2023 auf der Peene-Werft in Wolgast. Am 3. Juni 2024 wurde hier auch die erste Fregatte auf Kiel gelegt. Sie wird auf den Namen Niedersachsen getauft werden und nicht, wie ursprünglich geplant, Saarland.
Zweifel am ersten Auslieferungstermin 2028 kamen bereits früh auf, nachdem es Probleme bei der digitalen Übertragung der Konstruktionspläne von Generalunternehmer Damen Shipyards zu den beteiligten Werften in Deutschland gab. Die Folge war ein zeitweiser Stillstand der Bautätigkeit. Inzwischen geht man von einer Erstauslieferung für frühestens 2031 aus.

## Einsatzkonzept
Im Gegensatz zu der Fregatte 125 erfolgt die Beschaffung eines kampfstärkeren Schiffstyps mit relativ großem Auslegungsszenario für dreidimensionale Seekriegsführung und asymmetrische Konflikte unter der Prämisse, dass Großprojekte 10 bis 15 Jahre zur Realisierung benötigen und sich Einsatzszenarien, Bedrohungen und Aufgaben so rasch ändern würden, dass laufende Rüstungsprojekte darauf nicht reagieren könnten. Da eine Auslegung der Plattform auf alle denkbaren Bedrohungsszenarien nicht realisierbar sei, müssten die Fähigkeiten künftiger Einsatzverbände mit geringem Aufwand lage- und bedarfsgerecht modular zusammengestellt und vor sowie auch noch während des Einsatzes flexibel angepasst werden können. Der Schwerpunkt des ehemals als MKS 180 bezeichneten Schiffs liegt dabei auf:
- Überwachen und Beherrschen von Räumen und Verbindungslinien zu Wasser (z. B.: Operation Atalanta)
- Durchführen von Embargomaßnahmen (z. B.: Operation Sharp Guard)
- Nationale Risikovorsorge durch Evakuierungsoperationen

Konkret bedeuten diese Vorgaben, dass neben Selbstschutz die Seeraumüberwachung, das Abfangen von Seezielen und das Durchführen von Untersuchungen (z. B. von verdächtigen Handelsschiffen) in den entsprechenden mandatierten Einsätzen entwurfsbestimmende Kernfähigkeiten des MKS 180 sein müssen. Um eine Kosteneskalation zu vermeiden, sollten die Schiffe als Design To Cost oder Design To Budget ausgeschrieben werden. Der Zielpreis wurde 2011 mit 55 % des Endpreises einer F125 angegeben.
Um nicht nur Piraten und andere asymmetrische Bedrohungen mit einem Schiff bekämpfen zu können, das voraussichtlich 9000 t Verdrängung aufweist, können im Gegensatz zur F125 Missionsmodule an Bord genommen werden. Diese standardisierten Ausrüstungs- und Personalpakete sollen das Schiff ohne großen technischen und zeitlichen Aufwand flexibel an einen bestimmten Auftrag anpassen. Zum Einschiffen und Betrieb dieser Missionsmodule sind an Bord Stellflächen, ein Einschiffungskontingent von 70 Soldaten, eine Anzahl von freien Arbeitsplätzen in der Operationszentrale sowie die entsprechenden Reserven und Schnittstellen für Klima/Lüftung, Strom, interne und externe Kommunikation notwendig. Im Gegensatz zu Systemen, die fest eingebaut sind, können Missionsmodule, die aktuell nicht für einen Einsatz benötigt werden, unabhängig von ihrem Trägerschiff instand gesetzt und gewartet werden. Im Einsatz ist es denkbar, dass die Trägerplattform unter temporärem Verzicht auf die spezifische Fähigkeit weiterhin in See sticht, während das Modul in einem Hafen instand gesetzt wird.

## Technische Details und Ausschreibung
Seit Ende 2011 wurden eine Reihe von Ausschreibungen durchgeführt, in denen deutsche Werften ihre Konzepte einreichen konnten. In der Regel wurden zwei oder drei Konzepte pro Anbieter verlangt, mit alternativen Rumpfformen usw.
Die deutsche Marine stellt folgende Anforderungen an das Schiff:
- Weltweit einsetzbar (Hohe See, Randmeere, Küstenvorfeld)
- Einsatz in allen klimatischen Zonen (arktische und tropische Gewässer)
- Dauerhöchstfahrt über 26 kn, Dauermarschfahrt 18 kn bis Seegang 4
- Fahrbereich 4000 sm bei 18 kn ohne Nachversorgung
- Seeausdauer 21 Tage
- Kombinierte Anti-Missile Defence (ASMD), Anti Air Warfare (AAW) und Anti-Surface-Warfare (ASuW)-Fähigkeit bis zur äußeren Grenze des Nächstbereiches durch einen Mix aus Rohrwaffen (mittlere Mehrzweckrohrwaffe gegen See- und Luftziele, zwei leichte Rohrwaffen gegen See- und Luftziele, zwei RAM Block 2), Flug- und Täuschkörpern (zwei Multifunktionswerfer) mit einer „bedrohungsangemessenen Detektionseinheit“ zur Abdeckung des gesamten EM-Spektrums (Radar, IR, Laser)
- präzise, abgestufte und selektive Bekämpfung von Seezielen im mittleren Entfernungsbereich (z. B. mit Bordhubschrauber)
- mittlerer Seezielflugkörper[44]
- Bordgeschütz im Kaliber 127 mm[44]
- mittlere Flugabwehrrakete ESSM mit > 50 km Reichweite
- EloUM-Fähigkeit von 0,5 bis 40 GHz
- Detektion von Kampfstoffen
- Schutz von Munitionseinrichtungen, Schiffsführungsbereichen und Operationszentrale gegen Handwaffenbeschuss Kaliber 12,7 mm Hartkern
- Zentrale Kameraüberwachung für Oberdeck und Bordwände im Hafen
- Zugangskontrollmöglichkeiten (PIN/Chipkarte) an allen von außen zu öffnenden Schotten/Luken
- Tag- und Nacht-Aufnahmemöglichkeit von organischen UAV/Bordhubschraubern auch bei meteorologischen Grenzbedingungen

Die Forderungen nach einer zweijährigen Einsatzdauer (Intensivnutzung) verbunden mit einer geringen Besatzungsstärke (bis zu 140 Personen + 70 Personen Einschiffungskapazität) bedingen eine hohe Standkraft aller Systeme bei möglichst großen Wartungsintervallen. Dabei steht die Reduzierung der Lebenszykluskosten auf ein unbedingt notwendiges Maß im Vordergrund. Daraus ergeben sich bestimmte Anforderungen:
- Intensivnutzung[45] mit Mehrbesatzungsmodell,[46] Besatzungswechsel alle vier Monate innerhalb von 96 Stunden
- Einsatzdauer und Fahrprofil analog Fregatte 125
- Umfangreiche Instandsetzungsfunktionalitäten wie Online-Diagnose mit Heimatwerkstätten (Telemaintenance) und Baugruppenaustausch auf Materialerhaltungsstufe 3 durch die Besatzung bei Anlagen für Fahrfähigkeit und Eigenschutz
- Befähigung zur Seeversorgung
- Be- und Enttankungsanlagen für UAV (Unmanned Aerial Vehicle), UUV (Unmanned Underwater Vehicle), USV (Unmanned Surface Vehicle) und Hubschrauber
- Stellflächen für 20-ft-Container und für die Lagerung der Ausrüstung der Einsatzkomponenten
- Sanitätsdienstliche Kapazität zur allgemeinen medizinischen und notfallmedizinischen Versorgung, Schiffslazarett
- Personaleffiziente Schiffssteuerung (einschließlich der Schiffsbetriebanlagen) und Schadenskoordination und -durchführung (Plattformautomatisierung) mit zusätzlicher Überwachungsmöglichkeit auf der Brücke
- Flugdeck für Bordhubschrauber mit Abfluggewicht bis zu 15 t, Hangar mit Einrichtung für Flugbetrieb, Wartung und Instandsetzung von einem Bordhubschrauber und zwei UAVs

Die operationellen Forderungen an das MKS 180 sahen Ende 2013 folgende Missionsmodule vor, der Schwerpunkt liegt dabei auf dem Unterwasserkampf:
1. Systeme zur erweiterten Aufklärung unter Nutzung der schiffseigenen EloUM-Anlagen (Signals Intelligence)
2. Systeme zur Ziel- und Wirkaufklärung gegen U-Boote, konkret ein Schleppsonar
3. Systeme zur Unterwasseraufklärung und Bekämpfung von Minen und Sprengkörpern, konkret eine Minenjagddrohne
4. mobile Taucherdruckkammer
5. Systeme zur Entdeckung von Tauchern bzw. Kampfschwimmern

Zur Aufstellung und den Betrieb der Missionsmodule und von 20-ft-Containern benötigt das Schiff vorbereitete Stellflächen für Nutzlast mit entsprechenden Versorgungsanschlüssen zur vollständigen technischen Integration sowie Nacht- und Allwetterzugang und zusätzliche Arbeitsplätze an Bord, die im Design des Schiffes zu berücksichtigen sind. Zu den Bordeinsatzkomponenten zählen auch zwei Festrumpfschlauchboote mit Dauerhöchstfahrt von über 35 kn und zwei Aussetzvorrichtungen. Sie sollen dem Schiff die Fähigkeit verleihen, zwei Einsatzteams Spezialkräfte gleichzeitig einsetzen zu können.

## Baugeschichte
Die Arbeiten begannen am 5. Dezember 2023 auf der Peene-Werft in Wolgast. Als erste Einheit wurde am 3. Juni 2024 die Niedersachsen auf Kiel gelegt. Die Indienststellung der vier ersten Einheiten ist für den Juli 2028, April 2030, April 2031 und Januar 2032 geplant.
Im Juni 2024 löste das Beschaffungsamt der Bundeswehr die Option für zwei weitere Schiffe aus. Deren Indienststellung ist für die Jahre 2033 und 2034 geplant. Die Damen Group schloss im folgenden Monat einen Vertrag mit Blohm + Voss über die Schiffe.

## Schiffsliste
| Kennung | Name          | Rufzeichen | Werft               | Brennstart       | Kiellegung   | Stapellauf | Indienststellung      | Heimathafen |
| ------- | ------------- | ---------- | ------------------- | ---------------- | ------------ | ---------- | --------------------- | ----------- |
| F 226   | Niedersachsen |            | Peenewerft, Wolgast | 5. Dezember 2023 | 3. Juni 2024 |            | Juli 2028 (geplant)   |             |
| F 227   | Saarland      |            | Peenewerft, Wolgast |                  |              |            | April 2030 (geplant)  |             |
| F 228   | Bremen        |            |                     |                  |              |            | April 2031 (geplant)  |             |
| F 229   | Thüringen     |            |                     |                  |              |            | Januar 2032 (geplant) |             |
| F 230   |               |            |                     |                  |              |            | 2033 (geplant)        |             |
| F 231   |               |            |                     |                  |              |            | 2034 (geplant)        |             |